# Francesco Massaro
Francesco Massaro (* 3. Juli 1935 in Padua) ist ein italienischer Film- und Fernsehregisseur.

## Leben
Massaro arbeitete in den 1960er Jahren als Regieassistent an einigen Filmen, meist routinierte Genreware, aber auch für Pietro Germi. Dann inszenierte er selbst, beginnend mit der Groteske Il generale dorme in piedi 1972. Immer nach eigenem Drehbuch folgten überdurchschnittliche Werke, oft Komödien, die auch beim Publikum gut ankamen. Bemerkenswert vor allem der 1982 entstandene Miracoloni, der lange Zeit nicht zu sehen war und deshalb Kultstatus genießt. Gelegentlich schrieb er auch für Regiekollegen; häufig arbeitete er mit Jerry Calà zusammen. Ab Mitte der 1980er Jahre war Massaro dann für das Fernsehen tätig, wo er erfolgreiche Serien (Pronto soccorso, Provincia segreta) fertigte.

## Filmografie (Auswahl)
- 1972: Il generale dorme in piedi
- 1980: Der Kuckuck (Il lupo e l'agnello)
- 1981: Carabinieri… ab in die Polizeischule (I carabbinieri)
- 1982: Miracoloni
- 1987: Träume der Liebe (Ti presento un'amica)